# ماچو کالاهان
ماچو کالاهان (انگلیسی: Macho Callahan) یک فیلم وسترن آمریکایی-مکزیکی به کارگردانی برنارد ال. کوالسکی است که در سال ۱۹۷۰ منتشر شد.

## گزیدهٔ بازیگران
- دیوید جانسن
- جین سیبرگ
- لی جی. کاب
- جیمز بوت
- پدرو آرمنداریس جونیور
- دیوید کارادین
- بو هاپکینز
- ان رویر
- ریچارد اندرسون
- داین لد
- مت کلارک
- ویلیام براینت
- جیمز گامون